# 蔡升元
蔡升元（1652年—1722年），字方麓，号征元，浙江德清人，清朝政治人物、狀元。
康熙九年（1670年）庚戌科状元蔡启僔之侄。生于顺治九年（1652年），康熙二十一年（1682年）一甲第一名進士（狀元）。授翰林院修撰。康熙四十二年（1703年）康熙帝南巡，升元在嘉興迎駕，奏對如流。歷任中允、少詹事、詹事。官至內閣學士。卒於康熙六十一年（1722年）。子蔡成龙娶大学士张鹏翮孙女、張懋龄和孔子嫡系山東衍聖公孔毓圻女两人之女。從父康熙九年状元蔡啟僔、從祖明朝禮部尚書蔡奕琛。